# Балткарчяй (Расейняйський район)
Балткарчяй (Baltkarčiai) — село у Литві, Расейняйський район, Шілувське староство, знаходиться за 6 км від села Шілува. 2001 року в селі проживало 11 людей.

## Принагідно
- мапкарта [Архівовано 17 серпня 2011 у Wayback Machine.]

| Литва | Це незавершена стаття з географії Литви. Ви можете допомогти проєкту, виправивши або дописавши її. |